# Заслуженный архитектор Казахской ССР
Заслуженный архитектор Казахской ССР – почётное звание, которое присваивалось Президиумом Верховного Совета Казахской ССР архитекторам, внёсшим большой вклад в развитие казахской советской архитектуры, за выдающуюся творческую деятельность в области градостроительства, в создании современных жилых, общественных, промышленных и сельскохозяйственных зданий, сооружений и комплексов или имеющим особые заслуги в развитии архитектурной науки, принимающим активное участие в общественной жизни. Звание было установлено Указом Президиума Верховного Совета Казахской ССР 29 января 1968 года. Было присвоено 44 архитекторам.

## Список Заслуженных архитекторов Казахской ССР
- Меликов Э. Г. (1969)
- Мендикулов М. (1969)
- Рубаненко Б. Р. (1969)
- Алле Б. Ю. (1970)
- Бычков В. И. (1970)
- Ратушный Ю. Г. (1970)
- Сейдалин Р. А. (1970)
- Соколов А. П. (1970)
- Ухоботов Л. Л. (1970)
- Капанов А. К. (1975)
- Кацев В. З. (1975)
- Левин М. И. (1977)
- Орлов И. Б. (1977)
- Симонов Н. И. (1977)
- Целярицкий С. С. (1977)
- Андронова Л. В. (1978)
- Валиханов Ш. Е. (1978)
- Кайнарбаев А. С. (1978)
- Космериди С. Г. (1978)
- Мордвинцев С. И. (1978)
- Дмитриевский Б. В. (1979)
- Анчугов А. Е. (1980)
- Ералиев Т. Е. (1980)
- Монтахаев К. Ж. (1980)
- Стесин Б. Н. (1980)
- Баймурзаев О. Ж. (1981)
- Гречаниченко В. Д. (1981)
- Джакипова Г. С. (1982)
- Коханович С. В. (1982)
- Мустафина З. М. (1982)
- Петрова А. А. (1982)
- Тоскин В. Ф. (1982)
- Балыкбаев О. Н. (1983)
- Проскурин А. Н. (1983)
- Туякбаева Б. Т. (1983)
- Ким В. Н. (1984)
- Хван В. Т. (1984)
- Гальченко Г. В. (1986)
- Касатов Н. И. (1986)
- Мусаев М. Ш. (1986)
- Павлов М. П. (1986)